# Pyrausta lutulentalis
Pyrausta lutulentalis là một loài bướm đêm trong họ Crambidae.